# إدوارد جون
إدوارد جون (بالإنجليزية: Edward Thomas John)‏ هو سياسي بريطاني (وحمل سابقاً جنسية المملكة المتحدة لبريطانيا العظمى وأيرلندا)، ولد في 14 مارس 1857، وتوفي في 16 فبراير 1931. حزبياً، نشط في الحزب الليبرالي. في الانتخابات العمومية البريطانية في ديسمبر 1910 ‏، انتخب عضو برلمان المملكة المتحدة الـ30 عن دائرة East Denbighshire (UK Parliament constituency) ‏ (3 ديسمبر 1910 – 25 نوفمبر 1918).